# Daria Korobova
Daria Sergeyevna Korobova (Elektrostal, 7 de fevereiro de 1989) é uma nadadora sincronizada russa, campeã olímpica.

## Carreira
Daria Korobova começou a treinar aos 7 anos em sua cidade natal Elektrostal sob subervisão de sua avó. Ela estreou internacionalmente competindo pela Rússia em 2008.
Daria Korobova representou seu país nos Jogos Olímpicos de 2012, ganhando a medalha de ouro por equipes e aposentou como atleta em 2015 quando iniciou seu trabalho na gerencia da FC Dynamo Moscow. 